# Йорквілл (Теннессі)
Йорквілл (англ. Yorkville) — місто (англ. city) в США, в окрузі Ґібсон штату Теннессі. Населення — 236 осіб (2020).

## Географія
Йорквілл розташований за координатами 36°5′48″ пн. ш. 89°7′7″ зх. д. / 36.09667° пн. ш. 89.11861° зх. д. (36.096781, -89.118493).  За даними Бюро перепису населення США в 2010 році місто мало площу 3,69 км², уся площа — суходіл.

## Демографія
Згідно з переписом 2010 року, у місті мешкало 286 осіб у 105 домогосподарствах у складі 84 родин. Густота населення становила 78 осіб/км².  Було 121 помешкання (33/км²).
Расовий склад населення:
| - 96,9 % — білих - 1,0 % — корінних американців - 0,3 % — чорних або афроамериканців |

До двох чи більше рас належало 1,4 %. Частка іспаномовних становила 0,3 % від усіх жителів.
За віковим діапазоном населення розподілялося таким чином: 25,9 % — особи молодші 18 років, 58,4 % — особи у віці 18—64 років, 15,7 % — особи у віці 65 років та старші. Медіана віку мешканця становила 40,0 року. На 100 осіб жіночої статі у місті припадало 100,0 чоловіків;  на 100 жінок у віці від 18 років та старших — 98,1 чоловіків також старших 18 років.
Середній дохід на одне домашнє господарство  становив 60 183 долари США (медіана — 54 063), а середній дохід на одну сім'ю — 69 511 долар (медіана — 62 763). Медіана доходів становила 38 625 доларів для чоловіків та 37 667 доларів для жінок. За межею бідності перебувало 15,2 % осіб, у тому числі 16,0 % дітей у віці до 18 років та 3,7 % осіб у віці 65 років та старших.
Цивільне працевлаштоване населення становило 196 осіб. Основні галузі зайнятості: освіта, охорона здоров'я та соціальна допомога — 23,0 %, виробництво — 13,8 %, публічна адміністрація — 12,8 %, роздрібна торгівля — 12,2 %.